# Iresine angustifolia
Arlomo (Iresine Angustifolia) é uma planta herbácea pertencente à família Amaranthaceae e de gênero Iresine .

## Descrição
É uma planta herbácea anual de verão sem caule aparente; pode crescer 5-10 cm de altura , mas suas raízes são muito curtas chegando a medir cerca de 8 centímetros , no máximo , cresce 500-1500 metros.

## Localização
Estende-se do México a América Central, e em partes da América do Sul, ilhas do Caribe e Antilhas.

## Uso
Não é cultivada, no entanto, é considerada praga, na medicina tradicional à base de plantas é atribuída contra a mordida do inseto de mesmo nome, arlomo.

## Taxonomia
Presume-se que o seu descobridor foi Euphrasen .

## Nome comum
Em México é conhecido como " arlomo " .

## Nota
- Este artigo foi inicialmente traduzido, total ou parcialmente, do artigo da Wikipédia em castelhano cujo título é «Iresine angustifolia», especificamente desta versão.